# Gáti György (színművész)
Gáti György (eredetileg Goldner György; Budapest, Erzsébetváros, 1919. február 2. – Budapest, 1971. február 12.) magyar színművész, rendező,  színigazgató.

## Életpályája
Goldner Vilmos kereskedősegéd és Strasser Erzsébet (1896–1938) fiaként született. 1937–1940 között a Színművészeti Főiskola hallgatója volt, színész szakon. 1941–1943 között az OMIKE Művészakció tagja volt. 1945-ben a Madách Színház tagja lett. Később a Honvéd Színházhoz, majd a Magyar Néphadsereg Színházához került. 1952–1958 között a győri Kisfaludy Színház igazgatója volt. 1958–1960 között ismét a Magyar Néphadsereg Színházának tagja, majd 1960–1964 között a Miskolci Nemzeti Színház színművésze volt. 1964–1966 között a kaposvári Csiky Gergely Színház igazgatója volt. 1966–1971 között, haláláig a Fővárosi Operettszínház színművésze volt. Sokan ma is "Gáti Pipi"-ként emlegetik.